# Scleropauropus rimatus
Scleropauropus rimatus är en mångfotingart som beskrevs av Ulf Scheller 1997. Scleropauropus rimatus ingår i släktet hårdfåfotingar, och familjen fåfotingar. Inga underarter finns listade i Catalogue of Life.